# 交響曲第2番 (ベートーヴェン)
交響曲第2番 ニ長調 作品36（こうきょうきょくだい2ばん ニちょうちょう さくひん36）は、ルートヴィヒ・ヴァン・ベートーヴェンの書いた2作目の交響曲である。

## 概要
断片的な着想は第1番作曲中の1800年に遡り、1801年から本格的な作曲が開始されている。1802年3月には完成されたと考えられ、1803年4月5日、ウィーン近郊アン・デア・ウィーン劇場で開かれたベートーヴェン作品のみの演奏会で、ピアノ協奏曲第3番、オラトリオ『オリーヴ山上のキリスト』とともに初演された。
この作品が作曲されたのはベートーヴェンの持病である難聴が特に悪化した時期であり、1802年10月には「ハイリゲンシュタットの遺書」も書かれているが、作品内に苦悩の跡はほぼ見られない。エクトル・ベルリオーズは「この交響曲はすべてがにこやかだ」と評している。
形式的には未だにフランツ・ヨーゼフ・ハイドンの枠組みの中にあるが、作曲技法としては第1番よりも更に進歩しており、第1楽章序奏の規模が拡大し重要性が増していること、動機労作がより緻密になり、ソナタ形式楽章におけるコーダが第二展開部としての様相を呈し始めていることなどが指摘される。楽器法の面でも、木管楽器（特にクラリネット）の活用や、チェロとコントラバスを分割して扱う手法が顕著になっていることが注目される。初演の際の批評では奇を衒いすぎていると評された。
なお、後に自身の手によって、ピアノ三重奏用に編曲された（1805年刊行）。これは、当時の庶民にとってオーケストラを聴くことは高価であったため、作品を手軽に家庭で楽しめるようにする必要があったためだと思われる。

## 楽器編成
| 木管         | 木管 | 金管         | 金管         | 打         | 打       | 弦              | 弦 |
| ------------ | ---- | ------------ | ------------ | ---------- | -------- | --------------- | -- |
| フルート     | 2    | ホルン       | 2            | ティンパニ | 一対     | 第1ヴァイオリン | ●  |
| オーボエ     | 2    | トランペット | 2            | 他         |          | 第2ヴァイオリン | ●  |
| クラリネット | 2    | 他           |              | 他         | ヴィオラ | ●               |    |
| ファゴット   | 2    | 他           | チェロ       | 他         | ●        |                 |    |
| 他           |      | 他           | コントラバス | 他         | ●        |                 |    |

## 曲の構成
全4楽章からなり、演奏時間は約34分（第1楽章の繰り返しを含み、スケルツォを対称形にしない場合）。随所に、後の交響曲第9番を思わせるパッセージが登場する。
第1楽章 Adagio molto ニ長調 4分の3拍子 - Allegro con brio ニ長調 4分の4拍子
序奏付きのソナタ形式（提示部反復指定あり）。序奏部は大胆な転調を含む大規模なもので、中ほどにニ短調の主和音がアルペッジョで下降するパッセージが見られ、交響曲第9番の第1楽章・第1主題を彷彿とさせる。主部は力強い第1主題と穏やかな第2主題を持つ。展開部は長く2部に分かれており、更にコーダも長く、第2展開部としての役割も果たす。
第2楽章 Larghetto イ長調 8分の3拍子
ソナタ形式。旋律の美しさによって有名で、後に何者か によって歌詞が付けられて歌曲になったこともある。第1主題部は長めで弦楽部に始まり、木管で繰り返される。第2主題も第1ヴァイオリンで導かれる。コデッタの後、反復なしで第1主題を主とした展開部に入る。再現部は対位法を効果的に使ったものとなっているが、流れ自体は提示部と変わらない。
第3楽章 ScherzoAllegro ニ長調 4分の3拍子
複合三部形式。ベートーヴェンが交響曲に初めて「スケルツォ」の名称を用いた。トリオの旋律は後の交響曲第9番のスケルツォのトリオに類似している。ベートーヴェンの交響曲の舞曲楽章の中では最も規模が小さい。
第4楽章 Allegro molto ニ長調 2分の2拍子
ロンドソナタ形式。何者かに問いかけるようなユニークな動機の第1主題で開始され、その動機が楽章全体を支配している。チェロによる田園的な経過句の後、木管に第2主題が現れる。短いコデッタの後、展開部へ移行する。第6番や8番のフィナーレと同じく提示部の繰り返し記号はない。展開部は劇的な迫力を伴い、総休止を効果的に使って進行する。再現部は型どおりで、コーダは全体の3分の1を占める長大なものとなっている。